# Colpa d'amore
Colpa d'amore (Expiation) è un romanzo della scrittrice britannica Elizabeth von Arnim, pubblicato nel 1929.

## Trama
Milly, una signora di 45 anni benvoluta da tutti, rimane vedova di Ernest Bott, un facoltoso uomo d'affari deceduto in un incidente automobilistico. All'apertura del testamento si scopre che il marito ha lasciato tutto il suo ingente patrimonio a un'opera pia, «una sorta di casa di riposo per donne perdute», e solo 1000 sterline alla vedova. Le 1000 sterline vengono anticipate dal cognato Bertie al notaio affinché siano consegnate subito alla vedova non appena questa si presenta per ritirarle. Milly comprende che il comportamento del marito è motivato da una relazione clandestina da lei tenuta con Arthur, uno studioso di Oxford.
Milly va via da casa e cerca di prendere contatti con due persone che le sono care: la sorella Agatha, trasferitasi da anni in Svizzera, e Arthur, l'uomo amato col quale pensa possa ora sposarsi. Va incontro a delusioni: la sorella, a cui Milly regala le 1000 sterline dicendole che si tratta di una somma lasciatale in eredità da Ernest, ritiene addirittura che Milly possa aver trattenuto parte del lascito di Ernest; Arthur l'informa di non essere più innamorato di lei e di voler sposare una ragazza più giovane. Senza risorse, Milly chiede ospitalità ai parenti del defunto marito, i quali gliela offrono anche per timore che un'eventuale rottura dei rapporti fra la famiglia Bott e Milly possa dar origine ad uno scandalo.
Edith, moglie di Bertie, appreso dal notaio Jenkyns che il lascito a Milly era stato anticipato da Bertie, crede che il proprio marito abbia avuto una relazione con Milly e che Ernest abbia diseredato la moglie per averla scoperta. Edith vuole chiedere il divorzio. I Bott sono preoccupati («Divorzio? Nessuno, a Titford, rifletté, aveva mai divorziato. Divorziare era qualcosa di inaudito. Non si trovava neppure una domestica disposta a lavorare per un divorziato. E poi proprio la famiglia più in vista, proprio la cima dell'albero di Titford, che dava inizio alla cosa, facendola finire sulla bocca di tutti»). Milly nega con convincente fermezza la relazione col cognato; si accinge a narrare loro la storia della relazione con Arthur, ma la ultranovantenne suocera le impedisce di continuare:
(Elizabeth von Arnim, Colpa d'amore, Bollati Boringhieri, p. 310)

## Curiosità
Al momento della pubblicazione del romanzo, Elizabeth von Arnim era sposata in seconde nozze con il duca John Francis Stanley Russell (fratello maggiore di Bertrand Russell): l'edizione tedesca del romanzo risulta pertanto firmata dalla contessa Mary Annette Russell. Come altri romanzi dell'autrice, anche in Colpa d'amore è possibile identificare facilmente alcuni riferimenti autobiografici.

## Edizioni
- Elizabeth, Expiation, Garden City: Doubleday, Doran & company, 1929, 362 p. (Google books)
- Elisabeth von Arnim, Colpa d'amore; traduzione di Simona Garavelli, Torino: Bollati Boringhieri, 2010, 313 p., ISBN 978-88-339-2160-0